# Rijnvoetbalkampioenschap 1919/20
In 1919/20 werd het twaalfde Rijnvoetbalkampioenschap gespeeld, dat georganiseerd werd door de Zuid-Duitse voetbalbond. Voor het einde van de Eerste Wereldoorlog speelden de teams in de Westkreisliga. De bond richtte nieuwe competities op en de Kreisliga Odenwald en Kreisliga Pfalz waren twee afzonderlijke competities waarvan beide kampioenen zich plaatsten voor de Zuid-Duitse eindronde. Pas vanaf 1921 werden beide competities officieel onder dezelfde noemer in de Rijncompetitie geplaatst. 
SV Waldhof werd kampioen van Odenwald en Pfalz Ludwigshafen van Palts. In de eindronde werd Waldhof in de noordgroep geplaatst, waar ze tweede werden achter 1. FC Nürnberg. Ludwigshafen werd winnaar van de zuidgroep en plaatste zich voor de halve finale, waar ze Freiburger FC met 5-0 versloegen. In de finale verloren ze van Nürnberg. 

## Kreisliga Odenwald
| Plaats | Club                   | Wed. | W  | G | V  | Saldo | Ptn.  |
| ------ | ---------------------- | ---- | -- | - | -- | ----- | ----- |
| 1.     | SV Waldhof Mannheim    | 18   | 15 | 2 | 1  | 87:16 | 32:04 |
| 2.     | VfR Mannheim           | 18   | 14 | 4 | 0  | 58:22 | 32:04 |
| 3.     | Phönix Mannheim        | 18   | 8  | 6 | 4  | 51:31 | 22:14 |
| 4.     | VfL Neckarau           | 18   | 9  | 2 | 7  | 49:23 | 20:16 |
| 5.     | VfTuR Feudenheim       | 18   | 6  | 5 | 7  | 38:53 | 17:19 |
| 6.     | Viktoria Aschaffenburg | 18   | 4  | 6 | 8  | 29:36 | 14:22 |
| 7.     | SC Käfertal            | 18   | 4  | 6 | 8  | 20:47 | 14:22 |
| 8.     | SpVgg Sandhofen        | 18   | 3  | 4 | 11 | 20:41 | 10:26 |
| 9.     | SV Darmstadt 98        | 18   | 4  | 2 | 12 | 22:65 | 10:26 |
| 10.    | VfB Heidelberg         | 18   | 3  | 3 | 12 | 26:66 | 09:27 |

|  | Play-off titel |
|  | Degradatie     |

Play-off
| Team #1      | Tot.  | Team #2             | 1ste wed     | 2de wed |
| ------------ | ----- | ------------------- | ------------ | ------- |
| VfR Mannheim | 2 - 5 | SV Waldhof Mannheim | 1 - 1 (n.v.) | 1 - 4   |

## Kreisliga Pfalz
| Plaats | Club                     | Wed. | Ptn.  |
| ------ | ------------------------ | ---- | ----- |
| 1.     | FC Pfalz Ludwigshafen    | 14   | 24:04 |
| 2.     | FC Phönix Ludwigshafen   | 14   | 20:08 |
| 3.     | Ludwigshafener FG 03     | 14   | 19:09 |
| 4.     | FV Frankenthal           | 14   | 15:13 |
| 5.     | SC Germania Ludwigshafen | 14   | 14:14 |
| 6.     | FC Alemannia Worms       | 14   | 11:17 |
| 7.     | FV Wormatia Worms        | 14   | 05:23 |
| 8.     | FC Arminia Rheingönheim  | 14   | 04:24 |

|  | Kampioen, geplaatst voor Zuid-Duitse eindronde            |
|  | Wisselde volgend seizoen naar de Kreisliga Hessen 1920/21 |
|  | Degradatie                                                |